# A Lo Cubano
A Lo Cubano – płytowy debiut kubańskiego zespołu hiphopowego Orishas. Wydany 3 października 2000 roku przez Universal.

## Lista utworów
1. „Intro” – 1:57
2. „Represent” – 3:57 (teledysk nakręcone przez J.G. Biggs)
3. „Atrevido” – 4:02
4. „A Lo Cubano” – 4:03
5. „Barrio” – 3:54
6. „S.O.L.A.R.” – 0:44
7. „1.9.9.9” – 4:10
8. „Atencion” – 4:49
9. „Mistica” – 4:25
10. „Canto Para Elewa Y Chango” – 4:36
11. „Madre” – 4:06
12. „Orishas Llego” – 4:14
13. „537 C.U.B.A.” – 4:23
14. „Connexion” – 4:16
15. „Triunfo” – 3:48